# Mangga Besar (Taman Sari)
Mangga Besar is een plaats (wijk - kelurahan) in het onderdistrict Taman Sari in het bestuurlijke gebied Jakarta Barat (West-Jakarta) in de provincie Jakarta, Indonesië. De plaats  telt 7341 inwoners (volkstelling 2010).